# رادووتسی
رادووتسی (به لاتین: Radovci) یک منطقهٔ مسکونی در اسلوونی است که در شهرداری گراد واقع شده‌است. رادووتسی ۴٫۸۶ کیلومتر مربع مساحت و ۲۲۶ نفر جمعیت دارد و ۲۷۱٫۲ متر بالاتر از سطح دریا واقع شده‌است.